# Half-Life: Echoes
Half-Life: Echoes (укр. Відлуння) — це модифікація шутера від першої особи Half-Life, створений британським розробником Джеймсом Коберном і випущений 10 серпня 2018 року. Мод розроблявся протягом чотирьох років і використовує механізм GoldSrc.
Гра показує події з точки зору неназваного вченого з Дослідницького центру «Чорної Мези», коли відбувається резонансний каскад, у якому гравець бореться з невикористаними монстрами та HECU за допомогою G-Man'а і «Kingpin», який спостерігає за гравцем.

## Геймплей
Будучи модом для «Half-Life», «Half-Life: Echoes» є шутером від першої особи, який дещо відрізняється від базової гри. Перша частина гри в основному схожа на survival horror, гра обмежує арсенал гравця та вводить монстрів, у тому числі невикористаних ворогів. У другій половині гри гравець б'ється проти морської піхоти HECU.

## Синопсис

### Налаштування
Сюжет «Half-Life: Echoes» розгортаються в тому ж місці та часовому проміжку, що й Half-Life, у віддаленій лабораторії Нью-Мексико під назвою Black Mesa Research Facility, показуючи події Half-Life з точки зору іншого головного героя. Гравець бере на себе роль неназваного персонажа, вченого, якого називають «Дванадцятим кандидатом».

### Сюжет
Неназваний персонаж, названий лише «Дванадцятим кандидатом», прибуває на роботу в Дослідний центр «Чорної Мези». На об'єкті мерехтить світло та виходить з ладу електрообладнання, але вчені починають турбуватися про експеримент. Після входу в трамвай «резонансний каскад» змушує дванадцятого кандидата боротися за виживання, як зауважує G-man.
Після резонансного каскаду «Дванадцятий кандидат» прямує через каналізаційну систему закладу, зустрічаючи по дорозі інших уцілілих. Гаргантюа, величезний інопланетний організм, стежить за рухами гравця. Зрештою гравець виривається на поверхню у великому вантажному ліфті. У цей час видно, як військові конвої в'їжджають у «Чорну Мезу». Гравець мало не втікає з уцілілим охоронцем і вченим, але потрапляє в засідку морської піхоти HECU. «Дванадцятий кандидат» втікає та бореться з військовими на шляху назад до транзитного вузла з початку гри. По дорозі «Дванадцятий кандидат» стикається з видіннями, створеними розумною сутністю, яка дарує бачення Всесвітнього Союзу, також відомого як Комбайн, з Half-life 2. Сутність, здається, тікає від впливу загадкового G-мена. «Дванадцятий кандидат» приходить до кульмінаційного протистояння між прибульцями світу Зен і морськими піхотинцями HECU. Після перемоги гравця транспортують до гуртожитку персоналу «Чорної Мези», де він стає свідком порятунку G-man'ом Алікс Венс. Протагоніст покидає G-man'а і гине від ядерного вибуху, що стається в фіналі Half-life Opposing Force. Файл «Дванадцятого кандидата» закривається через вплив на нього таємничої сутності з початку гри.

## Розвиток
Мод був анонсований 6 березня 2014 року Коберном на сайті Mod DB, посилаючись на оригінальну гру Half-Life і модифікації, створені користувачами, як причину «повернутися до спільноти». Коберн заявив, що цей мод був його «першою справжньою спробою модифікації», він створив невелику кампанію, перш ніж розширити її у вільний час. Розробка зайняла п'ять років до випуску 10 серпня. Під час розробки його дитина народилася з серцевим ускладненням і потребувала операції в Королівській лікарні для Діти, Глазго і видужав. Після завершення модифікації він попросив усіх охочих шанувальників зробити пожертвування лікарні.
Мод використовує голосові репліки з оригінального «Half-Life», а також «Half-Life: Opposing Force», «Half-Life: Blue Shift», «Half-Life: Decay» і «Half-Life 2: Episode Two».
12 серпня 2021 року команда розробників оголосила про ремейк «Black Mesa» під назвою «Black Mesa: Candidate Twelve» після півроку виробництва.

## Критика
Мод був добре прийнятий критиками та фанатами. Метью Берд з Den of Geek назвав мод «чимось, про що шанувальникам Half-Life варто подумати». За тиждень, починаючи з 18 серпня 2018 року, це була одна з найбільших історій у Mod DB. Ліана Рупперт з Comicbook.com сказала, що у «Echoes» «переконливий сюжет, інтрига — У Echoes є все!» Рік Лейн з Bit-Tech назвав це «чудовим модом високої якості розширення та обов'язковим проходженням для будь-якого шанувальника Half-Life.»
«Half-Life: Echoes» зайняв третє місце у 2018 році за вибором гравців «Мод року» і отримала почесну згадку за Модифікацію року 2019.